# Georg Frederik Ursin
Georg Frederik Ursin (Copenaghen, 20 giugno 1797 – Copenaghen, 4 dicembre 1849) è stato un matematico danese.

## Biografia
Suo padre, Georg Jacob Krüger, fu un primo luogotenente della Royal Danish Navy, tuttavia, nel 1798, fu privato delle sue funzioni e portato a Munkholmen, un'isoletta a nord di Trondheim, in Norvegia.

## Educazione
Nel 1814, Ursin superò un esame in agrimensura prima di laurearsi con lode al Metropolitanskolen nel 1815. Dopo aver vinto un incarico di premio con il poliedro regolare, superò un secondo esame cum laude.